# Easton (Massachusetts)
Easton é uma vila localizada no condado de Bristol no estado estadounidense de Massachusetts. No Censo de 2010 tinha uma população de 23.112 habitantes e uma densidade populacional de 305,27 pessoas por km².

## Geografia
Easton encontra-se localizado nas coordenadas 42° 02′ 19″ N, 71° 06′ 31″ O. Segundo o Departamento do Censo dos Estados Unidos, Easton tem uma superfície total de 75.71 km², da qual 74.47 km² correspondem a terra firme e (1.64%) 1.24 km² é água.

## Demografia
Segundo o censo de 2010, tinha 23.112 pessoas residindo em Easton. A densidade populacional era de 305,27 hab./km². Dos 23.112 habitantes, Easton estava composto pelo 91.48% brancos, o 3.22% eram afroamericanos, o 0.09% eram amerindios, o 2.44% eram asiáticos, o 0.02% eram insulares do Pacífico, o 1.11% eram de outras raças e o 1.64% pertenciam a duas ou mais raças. Do total da população o 2.49% eram hispanos ou latinos de qualquer raça.